# Kungliga Hovjaktvarvet
Kungliga Hovjaktvarvet var marin kunglig skjutstjänst inom svenska flottan, verksam på Kungsholmen i Stockholm från 1685 till cirka 1850-talet. Hovjaktvarvet fungerade som en maritim motsvarighet till Hovstallet och hade ett flertal båtar i tjänst, företrädesvis av typen kungaslup. Hovjaktvarvet skjutsade de kungliga mellan bland annat Drottningholm och Stockholms slott.
Kungliga Hovjaktvarvet på Kungsholmen ersattes på 1850-talet av Svea ingenjörkår, delvis som en följd av flottans mekanisering som gjort roddslupar omoderna. Svea ingenjörkår flyttade under sent 1800-tal till Frösundavik.

## Fartyg
Kungaslupen Vasaorden tillhörde Hovjaktvarvets stall, vid sidan av ett stort antal liknande slupar, även om Vasaorden var den största och mest påkostade. Därtill ingick också de av Gustav III beställda gondolerna Delfinen och Galten i Hovjaktvarvets stall. Utöver dessa var tanken att även galären Lyckans tempel skulle ha framförts av Hovjaktvarvet. Galären skulle nyttjas som en slags färja för kungen och hans förtrogna mellan Gustav III:s paviljong i Hagaparken, Paschs malmgård i Bellevueparken och Frescati på Norra Djurgården, men på grund av mordet på Gustav III kom den aldrig att tillverkas.